# Viêm họng hạt
Viêm họng hạt là một dạng viêm họng mạn tính quá phát chính, đó là phản ứng của niêm mạc họng bị viêm nhiễm trường diễn tại vùng họng là nơi chứa rất nhiều lympho bào với nhiệm vụ diệt vi sinh vật và khi bị viêm trường diễn thì các lympho bào này phải làm việc liên tục trong một thời gian dài và ngày càng to ra, trở thành các "hạt".

## Đặc điểm
Viêm họng hạt thể hiện ở phía sau thành của họng là chủ yếu, ở đây có nhiều hạt với kích thước lớn, nhỏ khác nhau, có thể nhỏ như đầu đinh ghim nhưng cũng có thể to bằng hạt đậu, hạt ngô và đôi khi chúng nối tiếp với nhau. Các hạt này luôn luôn bị kích thích làm cho người bệnh rất khó chịu như nuốt vướng, đôi lúc có cảm giác như nuốt phải sợi tóc và ngứa họng lặp đi lặp lại nhiều lần trong ngày (trừ khi ngủ). Viêm họng hạt là một bệnh viêm nhiễm mạn tính thường gặp và chủ yếu xảy ra ở người trưởng thành. bệnh không nặng nhưng gây khó chịu, nhất là trong giao tiếp.

## Triệu chứng
Người bệnh thường có cảm giác ngứa họng, vướng trong họng cho nên hay khạc, nhổ và mỗi lần khạc là mỗi lần cảm giác ngứa họng lại giảm đi. Một số người bệnh đôi khi cảm thấy họng bị khô, rát rất khó chịu. Bệnh nhân thường không sốt.
Ngoài ra, viêm họng hạt còn biểu hiện thông qua cảm giác vướng víu, ngứa rát thường xuyên trong họng, ho và khạc đờm (quánh dính hoặc trắng nhầy) thường xuyên (nhất là sáng sớm, khi ngủ dậy). Nhiều người bệnh do ngứa họng nên hay khậm khạc, dặng hắng. Khám tại chỗ thấy thành bên họng hơi đỏ, thành sau họng có những hạt trắng. Khi sức đề kháng của cơ thể bị giảm sút (do nhiễm virus, làm việc căng thẳng, thay đổi thời tiết), bệnh có thể nặng lên thành một đợt viêm họng cấp (đau họng, sốt, ho khạc đờm đặc...)

## Phòng ngừa và điều trị
- Trước hết phải làm sao để không viêm họng, cần vệ sinh đường hô hấp trên hàng ngày thật tốt và thường xuyên như đánh răng sau khi ăn, trước và sau khi ngủ dậy. Đối với trẻ em cũng cần được vệ sinh họng miệng ngay từ lúc còn bé để không mắc bệnh viêm VA, viêm họng, viêm amidan, viêm mũi, viêm xoang.
- Khi đã mắc bệnh đường hô hấp trên thì cần được điều trị dứt điểm ngay từ lúc mắc bệnh lần đầu không để bệnh trở thành mạn tính. Hậu quả của viêm họng cấp là gây nên viêm họng hạt mà khi đã viêm họng hạt sẽ khó khăn trong việc điều trị.
- Đối với công nhân lao động trong các hầm lò, cần có bảo hộ lao động như đeo khẩu trang, vệ sinh môi trường tốt, không nên hút thuốc vì hút thuốc lá ngoài việc gây viêm họng còn có nguy cơ gây nhiều bệnh khác.
- Điều trị viêm họng hạt tương đối khó. Việc đốt điện chỉ tạm thời loại bỏ một số hạt to, gây kích thích ngứa họng, nếu chỉ đốt hạt đơn thuần mà không điều trị viêm nhiễm xung quanh thì bệnh sẽ tái phát như cũ.[3]
- Để điều trị viêm họng hạt, trước hết phải loại bỏ các ổ vi khuẩn xung quanh, phải tìm ra nguyên nhân chính dẫn đến viêm họng hạt để chữa một cách triệt để. Ví dụ: điều trị viêm mũi, viêm xoang, viêm khí phế quản, viêm amidan... để loại bỏ ổ vi khuẩn từ một trong những nơi này.
- Nên súc họng bằng nước muối loãng, cứ 3 giờ súc họng một lần. Nếu họng đang viêm cấp, khoảng cách giữa hai lần súc họng có thể gần hơn, súc họng trước và sau khi ngủ
- Có thể trị viêm họng hạt bằng lá trâm ổi.[5]